# Yutong E15
De Yutong E15 is een elektrisch aangedreven bustype van het Chinese concern Yutong.

## Inzet
In Europa doet de bus onder andere dienst in Denemarken bij Umove, in Noorwegen bij Tide (voorheen Keolis)  en in Finland bij onder andere KAT.
| Bedrijf                 | Aantal     | Status     | Series                                    | Inzet                  | Opmerkingen      | Afbeelding |
| Denemarken              | Denemarken | Denemarken | Denemarken                                | Denemarken             | Denemarken       | Denemarken |
| ----------------------- | ---------- | ---------- | ----------------------------------------- | ---------------------- | ---------------- | ---------- |
| Umove                   | 32         | In dienst  | 7901 - 7932                               | Regio Kopenhagen       |                  |            |
| Finland                 |            |            |                                           |                        |                  |            |
| KAT                     | 5          | In dienst  | 108 - 112                                 | Tampere                |                  |            |
| Pohjolan Liikenne       | > 58       | In dienst  | 158 - 168, 401 - 415, 800 - 816 927 - 941 | Regio Helsinki - Espoo |                  |            |
| Tammelundin Liikenne Oy | 4          | In dienst  | 15 - 18                                   | Regio Helsinki - Espoo |                  |            |
| Noorwegen               |            |            |                                           |                        |                  |            |
| Tide                    | 14         | In dienst  | 3501 - 3514                               | Bergen                 | Voormalig Keolis |            |

## Verglijkbare modellen
- Yutong E6; 6m uitvoering
- Yutong E7S; 7m uitvoering
- Yutong E8; 8m uitvoering
- Yutong E9; 9m uitvoering
- Yutong E10; 10m uitvoering
- Yutong E11; 11m uitvoering
- Yutong E12; 12m uitvoering
- Yutong E12DD; 12m dubbeldekker uitvoering
- Yutong E18; 18m uitvoering